# Samos (kommunhuvudort)
Samos är en kommunhuvudort i Spanien.   Den ligger i provinsen Provincia de Lugo och regionen Galicien, i den nordvästra delen av landet, 400 km nordväst om huvudstaden Madrid. Samos ligger 532 meter över havet och antalet invånare är 1 860.
Terrängen runt Samos är huvudsakligen kuperad, men åt nordväst är den platt. Runt Samos är det glesbefolkat, med 10 invånare per kvadratkilometer. Närmaste större samhälle är Sarria, 9,1 km nordväst om Samos. I omgivningarna runt Samos växer i huvudsak blandskog.